# Hoogveenaarduil
De hoogveenaarduil (Coenophila subrosea) is een nachtvlinder uit de familie van de uilen, de Noctuidae. De wetenschappelijke naam van de soort is als Graphiphora subrosea voor het eerst geldig gepubliceerd door Stephens in 1829.
De wetenschappelijke naam subrosea (Latijn voor "iets rooskleurig") verwijst naar de kleur van de voorvleugels.

## Beschrijving
De voorvleugellengte bedraagt tussen de 17 en 22 millimeter. De grondkleur van de voorvleugels is een variabele tint van grijs en rozig bruin. De ring- en niervlek bevinden zich in een donker veld en worden aan de binnenkant verbonden door een donker balkje.

## Waardplanten
De hoogveenaarduil gebruikt wilde gagel en bosrank als waardplanten. De rups is te vinden van september tot juli en overwintert. Er vliegt jaarlijks één generatie in juli en augustus.

## Voorkomen
De soort komt verspreid over met name het noorden van Europa voor. De habitat bestaat uit moeras en hoogveen. De hoogveenaarduil is in Nederland zeer zeldzaam. In België is hij niet waargenomen.